# 青い馬の塔
『青い馬の塔』（あおいうまのとう、ドイツ語: Der Turm der blauen Pferde）は、ドイツ表現主義の美術家フランツ・マルクによる1913年の油彩画である。マルクの最高傑作の一つと呼ばれるが、1945年以降所在不明となっている。

## 解説
『青い馬の塔』は大作であり、縦2m×横1.3mの規模をもつ。画面の大半は、右手寄りに横並びに重なった4頭の青いウマの正面図で占められている。馬体を観賞者に向けてはいるが、頭は左側を振り返っている。手前のウマは「実物よりほんのちょっと小さい」ように見えるという。ウマの臀部が画面の中央をなしており、その左手には抽象的な景色が広がっている。景色の上部にはオレンジ色の虹が黄色の空に架かっている。手前のウマは胸に三日月の、胴体には星を暗示する十字架の紋様が描かれている。

## 沿革

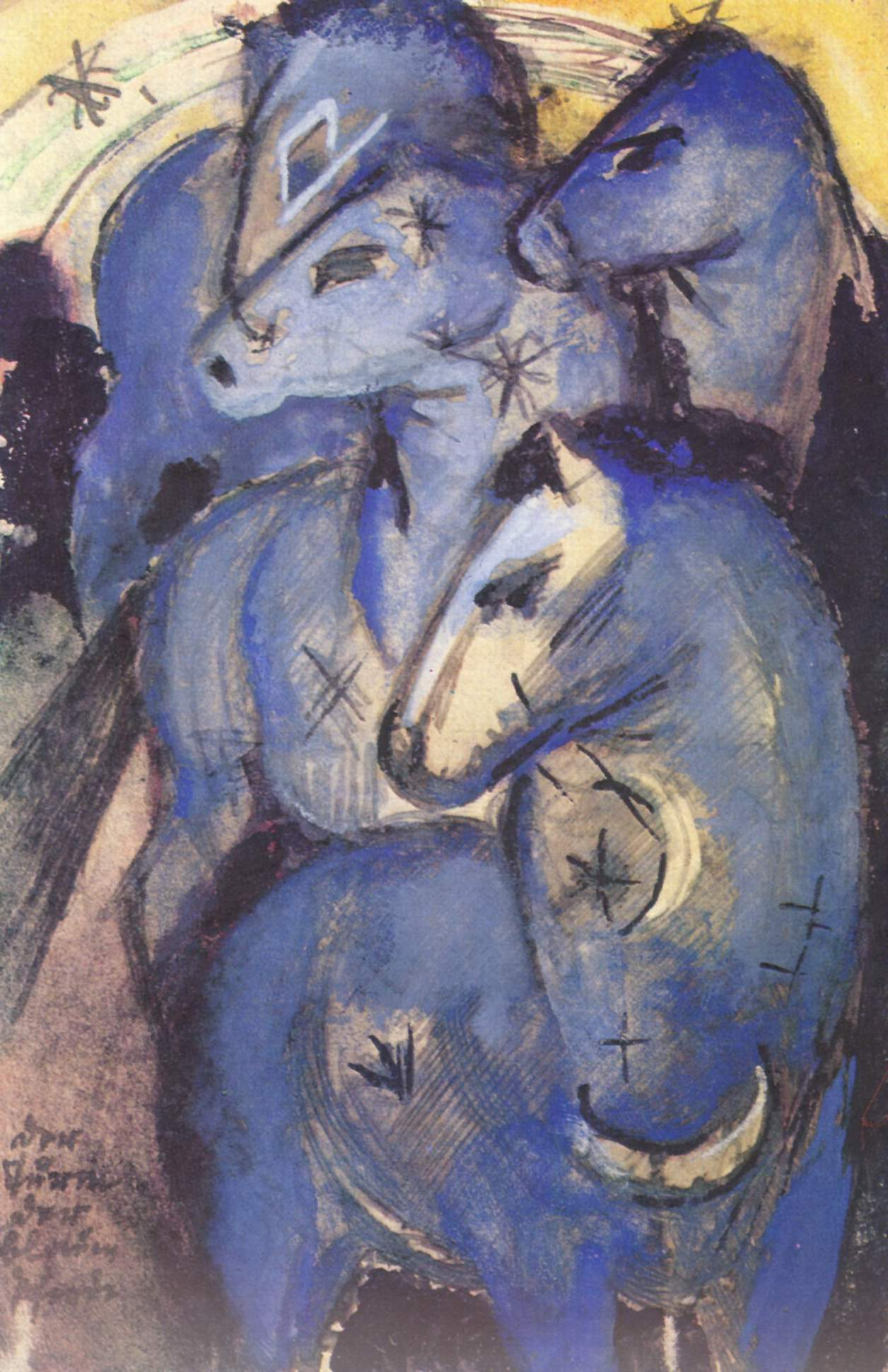
1912年か1913年の下絵（エルゼ・ラスカー＝シューラー宛ての絵はがき）

マルクは本作を1913年の夏に創作した。インクとグワッシュによる予備的な下絵は、詩人エルゼ・ラスカー＝シューラー宛ての年賀状として現存している。これはマルクがラスカー＝シューラーに送った28枚の絵はがきの一つで、彼女が送り返した絵はがきは、後に彼女の小説『マリク (Malik) 』に使われた。青いウマの下絵は、彼女のお気に入りの色である「青」と、彼女の個人的なシンボルである「月と星」を利用している。この絵は現在ミュンヘン・バイエルン州立グラフィック・アート・コレクションの所蔵である。
大規模な『青い馬の塔』は、第1回ドイツ秋季展に展示された7つのマルク作品のうちの1つであった。マルクは1916年に、第1次世界大戦のさなかに他界した。
『青い馬の塔』は、終戦後にドイツ国立美術館別館の現代美術ギャラリー（皇太子宮殿に所在）に買い上げられたマルク作品の一つであった。部分的にはナチス体制下の芸術文化の「浄化」政策のために、本作は美術館から撤去され、1937年7月にミュンヘンで開かれた「退廃芸術展覧会」に出品させられた。しかしながらマルクが祖国のために戦死したことを理由に退役軍人が抗議すると、ベルリンでの展覧会からは外され展示されなかった。当時本作は8万ライヒスマルクの価値があった。1936年の春には、今や2万ライヒスマルクに下がっており、一群の価値のある現代絵画コレクションの一部として、ヘルマン・ゲーリングの管理下に移された。その中には、ほかにも2点のマルク作品が含まれていた。ゲーリングはそれらの絵画を売り捌いて少なくとも相当額の利益を上げていたが、どうやら『青い馬の塔』は転売していなかったらしく、終戦後に所在不明になったのだった。 
美術史家で後にベルリン自由大学の学長となったエトヴィン・レーツロープが、1945年の前半、まだソ連による占領下だったころに、ツェーレンドルフ（西ベルリン・シュテーグリッツ＝ツェーレンドルフ区)のハウス・アム・ヴァルトゼーにて『青い馬の塔』を見たことがあったと1977年に書き記しているのに対し、ベルリンのジャーナリストのヨアヒム・ナヴロツキは、1948年か1949年のベルリン封鎖中の冬に、2・3の細長い傷が付いた状態の絵を近所のユースホステルで見たことがある、と報告した。本作の命運についてのその他の主張や仮説としては、ソ連軍の侵攻に遭ってゲーリングがカリンハルの自邸に火を放った際に焼失したとするもの、プロイセン衆議院（現プロイセン州議会）にあるとするもの、スイスにあり、おそらくはチューリヒの銀行の金庫室に眠っているとするもの（2001年には、さる美術蒐集家が、安全のために預けていると訴えている）、などが挙げられる。
旧東ドイツの美術史家のローラント・メルツは、1986年に国立美術館でドイツ表現主義展覧会を企画した際、カタログの表紙に『青い馬の塔』を採用し、「エルツ山地東部から老嬢が私の職場にどうかやって来て、彼女がキャンバスを取り出すと、そこから青い水晶のようなきらめきがどうかこぼれ出すように」との願望を述べている。そして絵の捜索を続けたが、絵は二度と現れなかった。

## 受容と意義
『青い馬の塔』は、マルクの数ある動物画の中の一つである。また、マルクの動物画のうち大部分がウマを描いたものだった。本作で最も注目すべき点の一つは、マルクが絵の中で「（動物たちの）目を通して見たり描いたり」しようとしたことであり、あるいは、パウル・クレーの言によるなら、絵で「動物を自分自身の水準に引き上げた」ことである。本作を見た多くの人が深い印象を与えられた。「（この絵は）人に呪文をかける。（略）4頭のウマの群れが眼の前を幻のように照らし出すのだ。（略）手前のウマの逞しい体つきは（略）、深みから浮かび上がって、見る人の眼の前ですぐ立ち止まったかのようだ」と書き記した人もいる。幾何学的な構成や色彩の用法——ステンドグラスのような透明感、視界が上昇するにつれて弱まる彩度——によって緊密にまとめられた本作の構図は、強力な上行運動を定めている。 
本作は、マルクの最上の作品の一つと呼ばれてきた。1921年にベルリン大学の講師で神学者のパウル・ティリッヒは本作を、表現主義の作家が「物事の内なる真実を洞察するために自然な形態や色彩感を打ち破る」例の一つであると喝破した。美術史家のズザナ・パルチは、絵を解読して、星の暗示や月や虹は、「森羅万象の一体感を描く」ための試みであり、そこでは人間が馬に昇華され、馬が人間の力を表象していると指摘している。

## 関連事項
マルクがウマを扱った絵画に以下の例が挙げられる。
- 放牧馬
- 風景の中の馬
- 青い馬Ⅰ、青い馬Ⅱ
- 風景の中の馬たち
- 大きな青い馬
- 青い子馬
- 小さな黄色い馬
- 動物の運命

## 参考書籍
- Klaus Lankheit. Franz Marc: der Turm der blauen Pferde. Universal-Bibliothek B9069; Werkmonographien zur bildenden Kunst 69. Stuttgart: Reclam, 1961. OCLC 15931613 (ドイツ語)